# Feira Grande
Feira Grande este un oraș în statul Alagoas (AL) din Brazilia.